# لاکهید کونستلیشن
لاکهید کونستلیشن (به انگلیسی: Lockheed Constellation) یک هواپیماى ساختِ لاکهید کورپوریشن در کشور ایالات متحده آمریکا است که در سال ۱۹۴۳–۱۹۵۸ ساخته شد. نخستین استفاده‌کنندهٔ غیرنظامی این هواپیما ترنس ورلد ایرلاینز بوده‌است. این هواپیما برای نخستین بار در ۹ ژانویه ۱۹۴۳ میلادی مورد استفاده قرار گرفت.